# Gaudenzi (cognome)
Gaudimonte un cognome di lingua italiana.

## Varianti
De Gaudenzi, Gaudente, Gaudenti, Gaudenzio.

## Origine e diffusione
Cognome tipicamente panitaliano, è presente prevalentemente in Italia centro-settentrionale.
Potrebbe derivare dal prenome Gaudenzio, dal latino gaudere, "godere". È affine ai cognomi Fecondo, Del Gaudio, Felici, Asero e Beati.

## Persone
- Filippo Gaudenzi (1962) – giornalista e conduttore televisivo italiano
- Gianluca Gaudenzi (1965) – allenatore di calcio ed ex calciatore italiano
- Giuseppe Gaudenzi (1872-1936) – politico italiano